# Coifa (biologia)

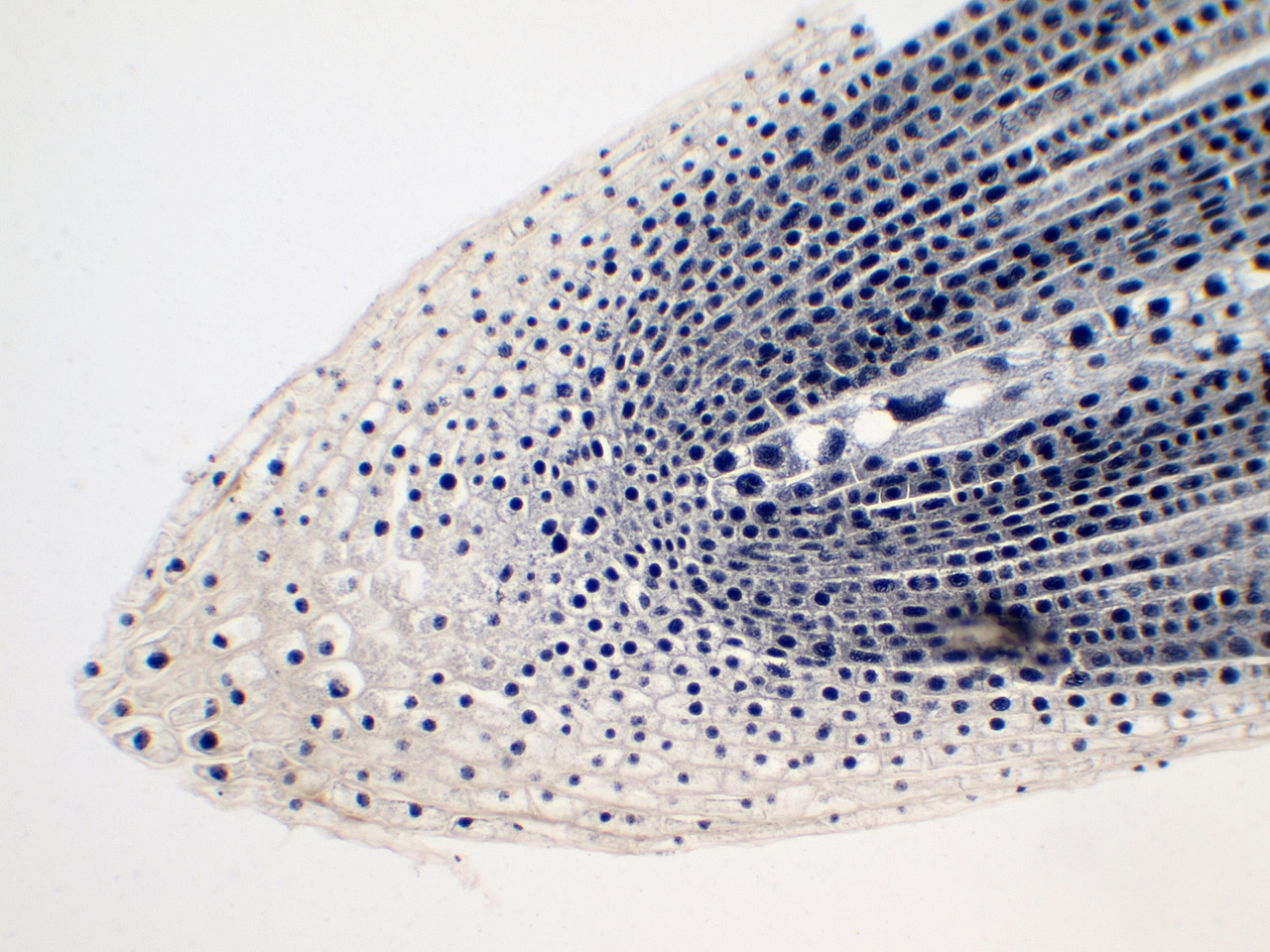
Corte longitudinal do ápice da raiz da cebola observado com microscópio óptico.

A coifa, ou caliptra, é um órgão em forma de cone encontrado no fim da raiz. Ela é originada do tecido meristemático primário caliptrogénio, e sua função é protege-lo. É o revestimento protetor da estrutura meristemática da ponta da raiz, em forma de dedal. As células mais externas vão morrendo e caindo por descamação, sendo substituída por outras que lhe são subjacentes.
A principal função da coifa é proteger a extremidade da raiz, - células meristématicas - contra o atrito com as partículas do solo, durante o crescimento. Nas plantas aquáticas a coifa não se destrói, sendo especialmente desenvolvida e podendo ser formada por diversas camadas superpostas. Sua função é proteger os delicados tecidos meristemáticos da ponta da raiz contra o ataque de microrganismos, como bactérias, fungos e animalículos comuns na água. Nas plantas epífitas, a coifa também permanece e acompanha o crescimento da raiz evitando a dessecação do ápice, ou seja, guarnece a gema do ápice da raiz. A coifa, falta nas raízes sugadoras como a do cipó-chumbo. A coifa das plantas aquáticas bem como a das epífitas, carecem de função absorvente.
A coifa também é responsável pela percepção de gravidade.
A extremidade de uma raiz é envolta por um capuz de células denominado coifa, cuja função é proteger o meristema radicular, um tecido em que as células estão se multiplicando ativamente por mitose. É no meristema que são produzidos as novas células da raiz, o que possibilita o seu crescimento.
Logo após a extremidade, localiza-se a região onde as células surgidas por mitose crescem. Nessa região denominada zona de distensão ou de alongamento celular, a raiz apresenta a maior taxa de crescimento.
Após a zona de distensão situa-se a zona pilífera da raiz, que se caracteriza por apresentar células epidérmicas dotadas de projeções citoplasmáticas finas e alongadas, os pêlos absorventes. É através desses pelos que a raiz absorve a maior parte da água e dos sais minerais de que precisa.
Já a região de ramos secundários é aquela que se nota o brotamento de novas raízes que surgem de regiões internas da raiz principal.